# Embalse de Novosibirsk
El embalse de Novosibirsk o embalse Novosibirskoye (del ruso: Новосиби́рское водохрани́лище), a veces llamado informalmente mar de Obi («Обско́е мо́ре») o las Maldivas rusas, es un embalse de la Rusia asiática sobre el río Obi creado artificialmente por una presa situada cerca de la ciudad de Novosibirsk, el embalse más grande del óblast de Novosibirsk y del krai de Altái. Tiene una superficie de 1082 km² y un volumen de 8.8 km³. Permanece congelado de noviembre a abril y durante los meses de verano se convierte en un destino turístico muy popular para los residentes de la zona.
Las ciudades principales localizadas a lo largo del embalse son Novosibirsk (Akademgorodok), Berdsk y Kamen-na-Obi. Con el embalsamiento del pantano algunas villas y ciudades fueron reconstruidos sobre terrenos superiores y el impacto fue más importante en Berdsk, cuyo centro histórico quedó sumergido y ahora es parte del embalse.
El embalse se creó por la presa de la central hidroeléctrica de Novosibirsk (Новосибирская гидроэлектростанция, Novossibirskaïa guidroelektrostantsiia), ubicada a unos 20 km al sursureste de la ciudad de Novosibirsk, que fue construida entre 1950 y 1959. Se compone de aliviadero de hormigón, esclusa de navegación con acceso al canal, presa izquierda (318 m de largo), presa de terraplén de la derecha (4.961 m) y presa de terraplén de la derecha (1.023 m).

## Galería

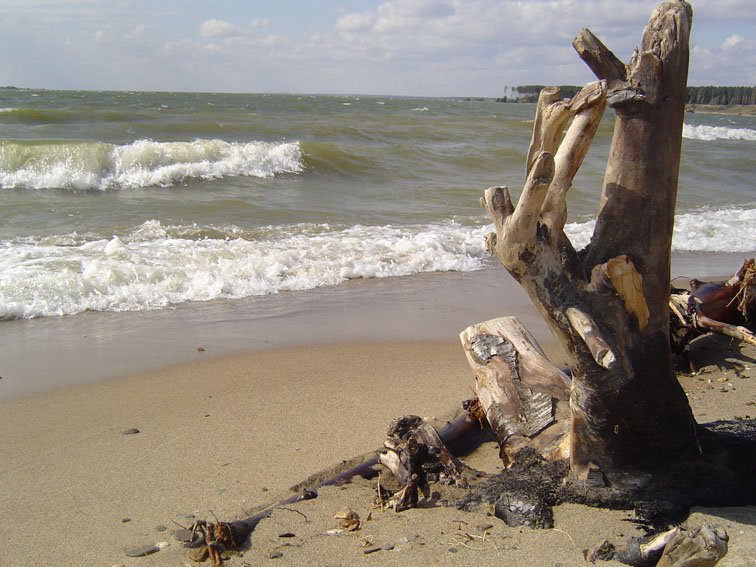
Orilla del embalse, cerca de Berdsk
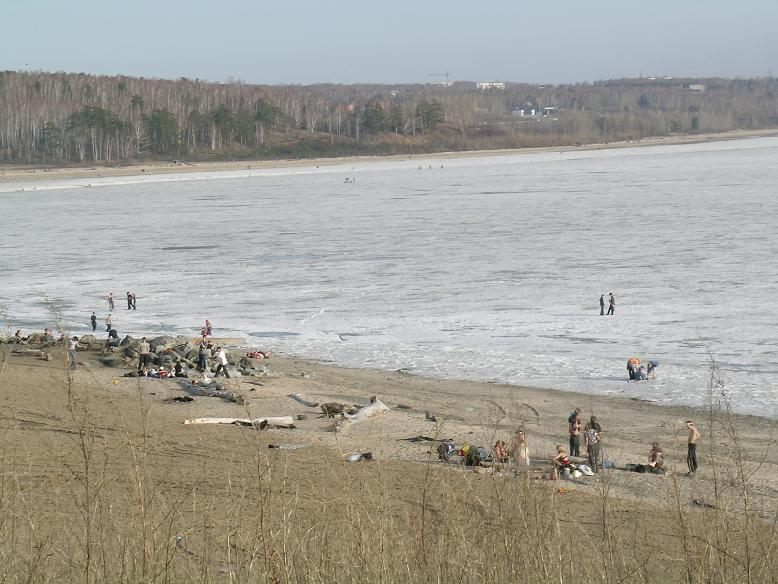
El embalse en la primavera, con bañistas en las playas
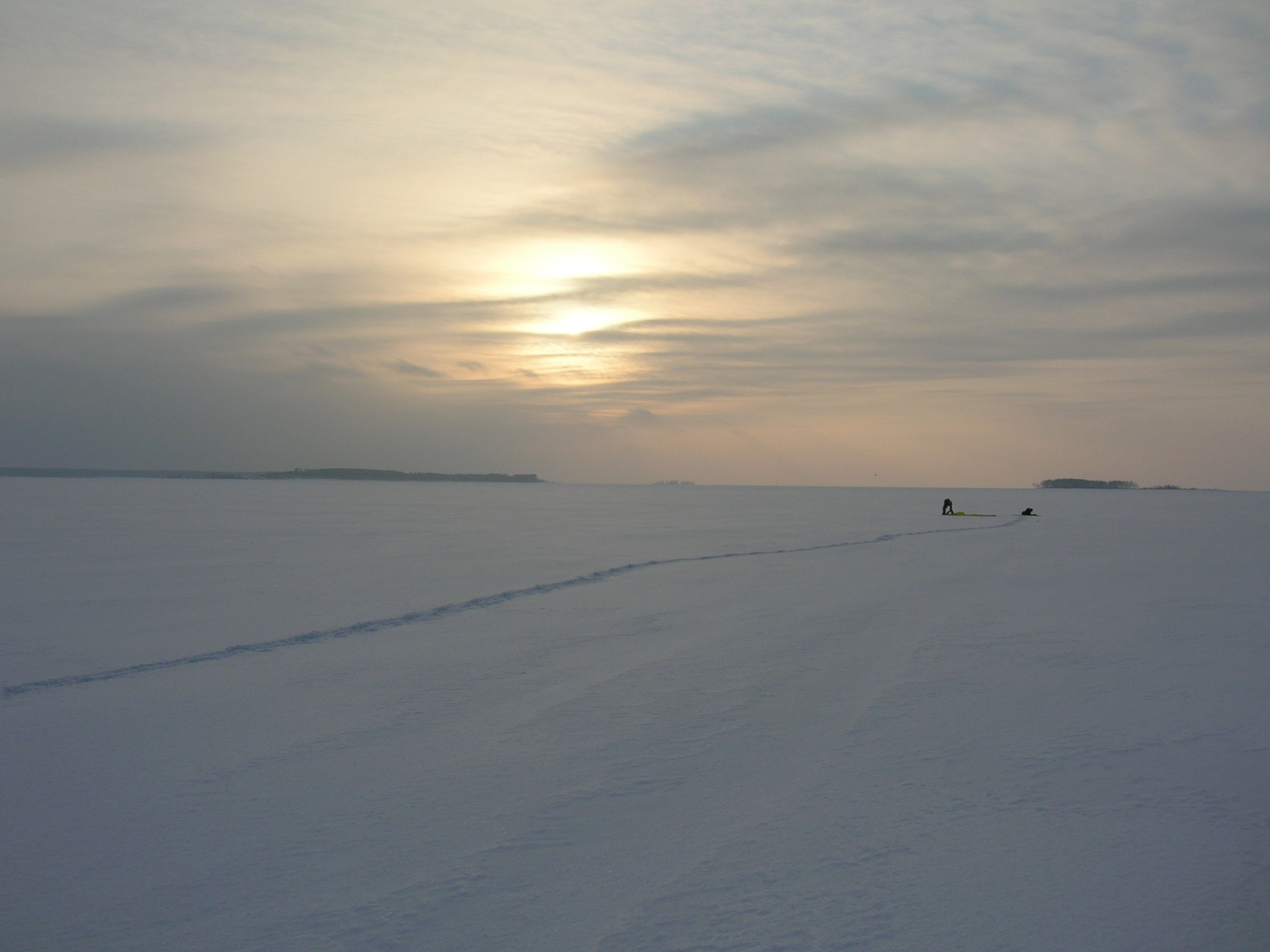
El embalse congelado en invierno
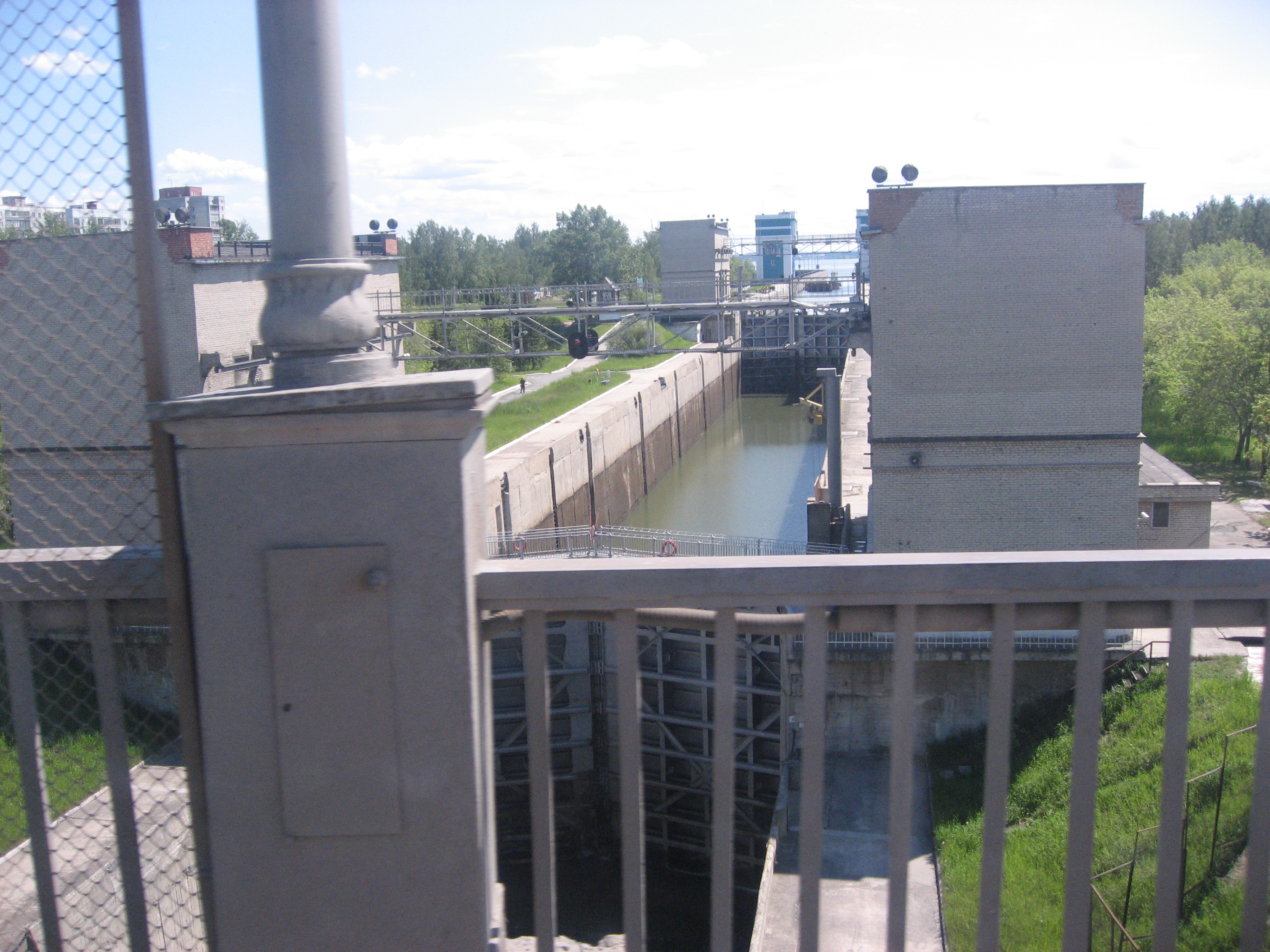
Esclusa del embalse